# Lac Sunapee
Le lac Sunapee est situé dans les comtés de Sullivan et de Merrimack, dans l'ouest du New Hampshire, aux États-Unis. C'est le cinquième plus grand lac entièrement situé dans le New Hampshire.
Une portion du lac fait partie du Mount Sunapee State Park (en), le parc national de Newbury avec le Mount Sunapee (en). Le débouché du lac se trouve dans le port de Sunapee par la rivière Sugar qui se jette dans le fleuve Connecticut.
Ce lac glaciaire, après l'extension du chemin de fer Boston and Maine Corporation à Newbury, est devenu un lieu de villégiature bien avant l'introduction de l'automobile. Un service de bateau à vapeur s'est développé sur le lac transportant les passagers vers les lieux d'accueil autour du lac qui compte trois villes, Sunapee, Newbury et New London.
La LSPA (Lake Sunapee Protective Association) a déployé un réseau d'observatoires écologiques mondiaux des lacs (GLEON)  dans une zone juste à l'est du phare de Loon Island. La LSPA recueille des données écologiques depuis plus de 100 ans.
Le lac contient trois phares inscrits au Registre national des lieux historiques.
|                     |
| Sunapee State Beach |

|        |
| Le lac |

|               |
| Mount Sunapee |

### Source
- (en) Cet article est partiellement ou en totalité issu de l’article de Wikipédia en anglais intitulé « Lake Sunapee » (voir la liste des auteurs).